# Whiskukun Island
Whiskukun Island – niezamieszkana wyspa w Zatoce Frobishera, w Archipelagu Arktycznym, w regionie Qikiqtaaluk, na terytorium Nunavut, w Kanadzie. W pobliżu Whiskukun Island położone są wyspy: Nest Island, Pike Island, Pugh Island, Resor Island i Wedge Island.